# Geronticus
Geronticus is een geslacht van vogels uit de familie van de ibissen en lepelaars (Threskiornithidae).

## Soorten
Het geslacht kent de volgende soorten:
- Geronticus calvus – Kaapse ibis
- Geronticus eremita – Heremietibis